# Jovan Mokranjac
Jovan Mokranjac (1888 — 1956) bio je veliki srpski violončelista, rođen u Beogradu 13. januara 1888. Njegov otac Vasilije i veliki srpski kompozitor Stevan Stojanović Mokranjac bili su rođena braća. Upravo Stevan Mokranjac prepoznao je Jovanov talenat i uputio ga u Nemačku na školovanje. Tamo je završio konzervatorijum i postao prvi srpski školovani violončelista. Po povratku sa studija prošao je albansku golgotu sa srpskom vojskom u Prvom svetskom ratu, o čemu govore i njegove drame, od kojih su neke izvođene u Narodnom pozorištu između dva svetska rata. Bio je jedan od predavača u Srpskoj Muzičkoj školi (danas Muzička škola "Mokranjac"), a zatim docent Muzičke akademije u Beogradu i solista orkestra opere Narodnog pozorišta u Beogradu. Jedan je od osnivača Simfonijskog orkestra Radio Beograda. Njegova metodika nastave violončela dobila je izuzetne pohvale od Navare, Furnijea, i drugih velikih violončelista i pedagoga zapadne Evrope pedesetih godina XX veka, kao i od profesora Moskovskog konzervatorijuma za muziku Sergija Kriševickog, koji ga je pozvao da predstavi ovo svoje revolucionarno delo, sa mnogim novinama u obučavanju mladih talenata.
U jeku priprema za Rusiju, 18. decembra 1956. godine, umro je na rukama svog najboljeg učenika Andreja Tarasjeva, koji je trebalo da predstavi njegovu metodiku na Moskovskom konzervatorijumu. Violončelo Jovana Mokranjca tada je zaćutalo, pošto je Tarasjev prestao da se bavi muzikom posle smrti svog velikog profesora i postao profesor Filološkog fakulteta u Beogradu na katedri za slavistiku. Violončelo je ostalo u porodici Tarasjev, pošto ga je Mokranjac ustupio Andreju za života, a na njemu su izvesno vreme svirale poznate srpske čelistkinje srednje generacije Sandra Belić i Ksenija Janković. Pošto je bio u nemilosti u vreme komunističkog režima u Srbiji i Jugoslaviji, Jovan Mokranjac je doživljavao mnoge nepravde za života, a njegova metodika nikada nije zaživela. Njegov sin Vasilije Mokranjac nasledio je talenat za muziku i postao jedan od najznačajnih srpskih kompozitora XX veka. Kao i otac doživeo je mnoge nepravde u vreme komunističkog režima i tragično preminuo. Ipak, njegova dela danas rado izvode mnogi muzičari.